# アメリカン・ピアノ・カンパニー

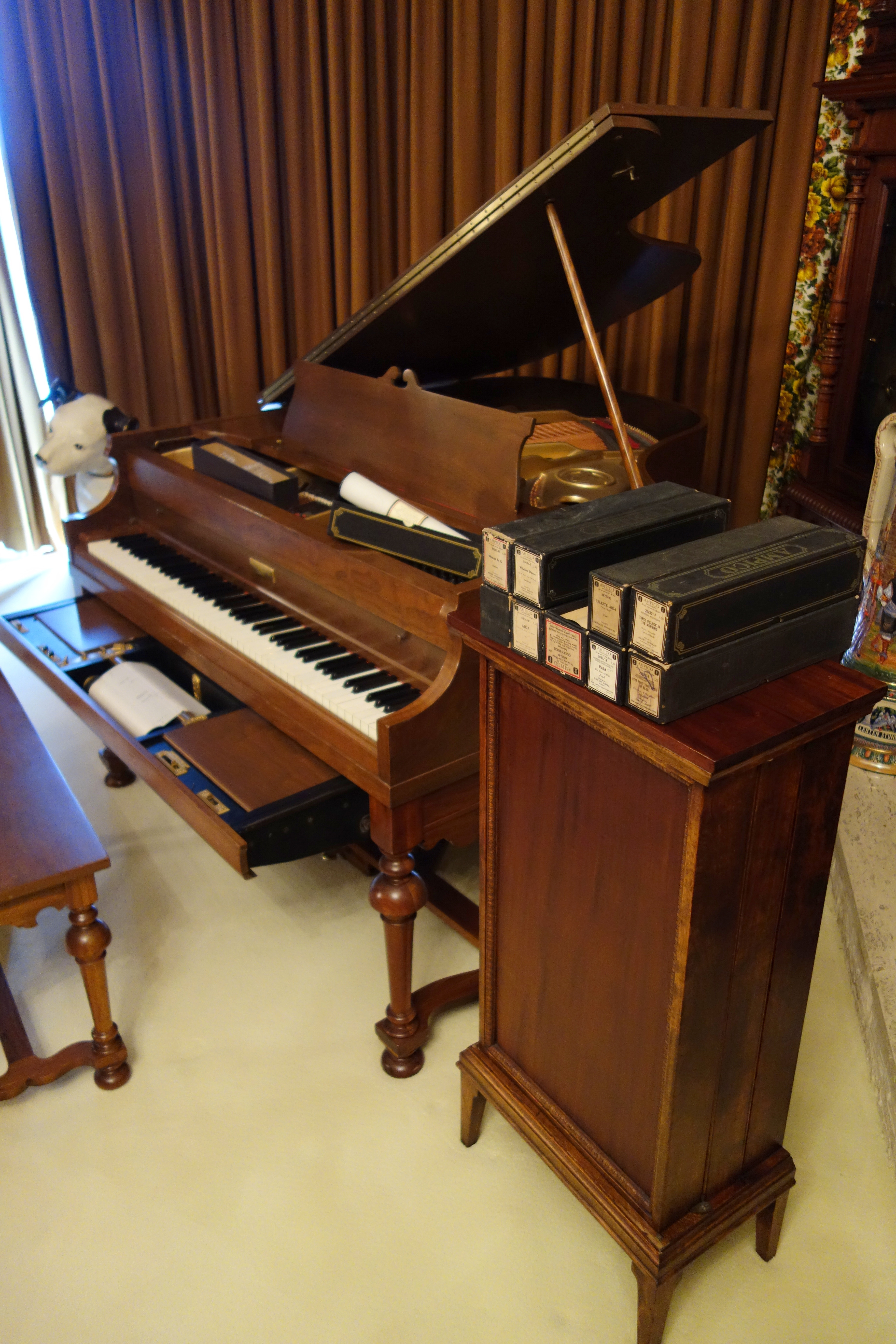
Ampico演奏再生ピアノ（バイエルンホフ音楽博物館

アメリカン・ピアノ・カンパニー（American Piano Company、略称: Ampico）は、ニューヨーク州イースト・ロチェスターに所在したアメリカのピアノ製造会社であった。高品質の自動ピアノの生産を始めたことで知られていた。Ampico社は1908年にボルチモアのWm. クナーベ& Co.の庇護の下で、ボストンのチッカリング&サンズとロチェスターのHaine Brothers、Marshall & Wendell、およびFoster, Armstrong & Companyが合併して設立された。
1913年から、Ampicoはデュオ-アート（1913年）およびウェルテ-ミニョン（1905年）と共に、自動ピアノの主要生産者の一つであった。自動ピアノと再生機構はCharles Fuller Stoddard（1876年–1958年）によって設計された。セルゲイ・ラフマニノフ（1873年–1943年）やレオ・オーンスタイン（1893年–2002年）、ウィニフレッド・マクブライド、Marguerite Volavy（1886年–1951年）といった多数の著名なクラシックおよびポピュラーピアニストがAmpicoのために録音し、彼らのピアノロールは19世紀および20世紀初頭の美的および音楽的活動の遺産である。1929年までにAmpicoは根本的な経済的困難に陥り、最終的に自動ピアノおよびオルガンの製造会社であったエオリアン・カンパニーによって買収された。エオリアン-アメリカンCorp.と呼ばれたこの合併した会社は所有者を幾度か変えながら1985年の破産まで続いた。
Ampicoの衰退にもかかわらず、Ampico社は公式には1941年まで廃業しなかった。最後のモデルはAmpicoスピネット自動再生ピアノであり、自動ピアノの全ての機能を備えていたが、 $495の低価格でも販売は失敗した。

## Rythmodik Music Corporation
1918年5月、アメリカン・ピアノ・カンパニーの音楽ロール部門が分離し、それ以降はニュージャージー州ベルヴィルを拠点とするRythmodik Music Corporationとなった。

## 歴史
元々は地域の数十の自動車販売店を生んだ運送会社からDespatch（急送）と名付けられた町（現在のイースト・ロチェスター）は、20世紀の大半は大手音楽製造企業の発祥の地でもあった。ニューヨーク・セントラル鉄道線路と商業街路との間に位置し、Henry Ivesによって設計された25万平方フィートの大建造物は鉄筋コンクリートで建築された米国初の工業用建物であった。その上質の職人技で知られたアメリカン・ピアノ・カンパニーは1920年代中頃まで世界最大のピアノ販売・製造業者であった。Ampicoピアノの人気は経済成長と写真やラジオによって刺激された音楽への関心の高まりのおかげで1920年代に頂点に達した。国中のピアノ生産者は1930年代にはやっていけなくなった。1923年には米国で34万7千台を超えるピアノが購入されたのに対して、8年後にはわずか5万1千台にまで減少した。